# تاریخ مشهد
تاریخ شهرِ مشهد گام‌به‌گام از دورهٔ صفوی آغاز می‌شود و تاریخ منطقه‌اش، پیشتر با ولایت‌های طوس و نیشابور و به‌طور ویژه با حرم امام رضا وابسته است.

حوضهٔ رودخانهٔ کشف‌رود که شهر مشهد در آن قرار دارد،
به خاطر شرایط مناسب طبیعی، از پیش از اسلام به عنوان یکی از بخش‌های مورد توجه برای سکونت در خراسان به حساب می‌آمده است. این منطقه در آغاز مسکن اقوام آریائی بود. در نزدیکی شهر کنونی مشهد، شهری به نام توس وجود داشته است.
توس حوضه آبریز و بستر رودخانه کشف رود بوده و از برکت آن رود، آبادی‌های فراوانی در پهنه دشت طوس ایجاد شده است؛ و احتمالاً به پشتوانه همان آبادی‌ها که خاستگاه رویدادها و وقایع مهمی بوده‌اند، کشف رود پدیده‌ای اسطوره‌ای و مطرح در تاریخ روایی ایران بوده و در شاهنامه فردوسی، بارها از آن، نام برده شده است.
در اسطوره‌های ایرانی بنای اصلی شهر توس را به جمشید و بازبنای آن را به توس، پهلوان و سپهسالار کیانی نسبت می‌دهند.
از تاریخ این شهر در پیش از اسلام، به جز افسانه‌ای چند، آگاهی چندانی در دست نیست؛ ولی با توجه به اسناد موجود، می‌توان گمان برد که این شهر در اواخر حکومت ساسانیان، یکی از مرزداری‌های سر راه گرگان و نیشابور به مرو و بلخ، و از ولایت‌های مشهور در خراسان بزرگ بوده‌است. در اواخر دوره ساسانی، ناحیه توس از توابع ابرشهر (نیشابور) بوده.

توس در زمان خلافت عثمان به‌طور کامل توسط اعراب فتح شد. در دورهٔ اسلامی، این منطقه بخشی از ولایت توس به مرکزیت شهر تابران بود که آبادی‌های سناباد و نوغان که بخشی از مشهد کنونی هستند را نیز در بر می‌گرفت.
پس از حملهٔ مغولان مردم شهر ویران‌شدهٔ توس به مشهد مهاجرت کردند و شهر گسترش پیدا کرد.
مشهد در زمان حکومت نادرشاه افشار به عنوان پایتخت ایران برگزیده شد.

## دورهٔ خلافت اسلامی
به گفته تاریخ‌نویسان، هنگامی که یزدگرد سوم از برابر سپاهیان مسلمان عرب گریخت، به خراسان روی آورد. سپاه مسلمانان به فرماندهی احنف بن قیس که مأمور فتح خراسان بودند وی را تعقیب کردند. یزدگرد که آنان را به دنبال خویش یافت، راهی توس شد تا از کنارنگ توس مرزبان خود در آن خطه پناه بخواهد، اما کنارنگ با این بهانه که از یک سو، توس گنجایش موکب بزرگ پادشاهی را ندارد، و از سوی دیگر، پناه دادن به پادشاه، امکان یورش سپاه مسلمانان را افزایش می‌دهد، یزدگرد را از توس راهی مرو کرد. حاکم مرو نیز در آغاز به استقبال یزدگرد شتافت، اما سرانجام از او رخ برتافت و آخرین شاه ساسانی در سال ۳۱ هجری به دست آسیابانی در مرو کشته شد. کنارنگ توس هم با احساس خطر از سپاه مسلمانان، طی نامه‌ای از عبدالله بن عامر، امان خواست و عهد کرد که اگر پیشنهاد او پذیرفته شود، در فتح نیشابور مسلمانان را یاری خواهد داد. پس چنین کرد و به امارت نیشابور دست یافت. با این ترفند، کنارنگیان، به رغم فتح خراسان، همچنان نفوذ خود را در خطهٔ توس حفظ کردند و تا پایان عصر اموی و چیرگی سپاه ابومسلم در سال ۱۲۹ هجری، در آن جا ماندند و تنها پس از یورش سرداران ابومسلم بود که آن جا را رها ساختند.

### دورهٔامویانوعباسیان
از تاریخ توس در دوران امویان نیز خبر چندانی در دست نیست. تنها باید از مهاجرت و اقامت و درگذشت خواجه ربیع بن خثیم از یاران ابن مسعود صحابی یاد کرد که در حدود سال‌های ۳۵ هجری راهی خراسان شد و در نوغان اقامت گزید و در سال ۶۱ در همان‌جا درگذشت و دفن شد.
در دورهٔ عباسیان، گرچه فرمانداران خراسان از جانب حکومت مرکزی برگزیده می‌شدند، اما بی‌کفایتی این والیان و جنبش‌هایی که در گوشه و کنار این خطه رخ می‌داد، گاه مردم را چنان برمی‌آشفت که خواهان برکناری ایشان می‌شدند.
از جمله در سال‌های پایانی قرن دوم، آن زمان که علی بن عیسی والی خراسان بود، فتنه و آشوب تا آن اندازه در خراسان بالا گرفت که هارون الرشید در سال ۱۸۹ خود برای سرکوب شورش، رهسپار ولایات شرقی شد. اما علی بن عیسی، فرصت‌طلبانه، و با هدایای بسیار، در ری نزد او آمد و هارون او را در حکمرانی خراسان پایدار داشت؛ ولی با سپری شدن یک سال، شورش از حد گذشت و هارون وی را برکنار نمود.
در دوران حکومت هارون عباسی، حمید بن قحطبه طائی والی خراسان بود که کاخی در باغی واقع در ۱٫۵ کیلومتری سناباد داشت. در سال ۱۹۲ هارون خود برای استقرار امنیت کامل، راهی خراسان شد و در باغ حمید بن قحطبه اقامت گزید. یک سال پس از آن و در بهار سال ۱۹۳ هجری قمری، هارون که برای سرکوب شورشی عازم سمرقند بود، در نوغان بیمار شد و همان‌جا مرد و بنا به وصیتش، در تالار بزرگ کاخی که در آن باغ قرار داشت، به خاک سپرده شد.
مأمون جانشین هارون پس از گذشت چند سالی از خلافتش در اثر طغیانی که علیه وی در عراق پدید آمد به قصد آنکه تمایل شیعیان را به خود جلب کند «علی ابن موسی الرضا» را به جانشینی نامزد کرد. علی ابن موسی الرضا پس از یک سال ماندن در مرو رهسپار بغداد شد، وقتی به روستای نوغان رسید به خانه امیر سناباد وارد و در آن جا مسموم و در سال ۲۰۲ یا ۲۰۳ ه‍.ق پس از سه روز درگذشت و پیکرش در باغ حمید بن قحطبه در ۱٫۵ کیلومتری روستای سناباد مدفون شد، از همان زمان این نقطه به نام مشهدالرضا و بعد به اختصار مشهد نام گرفت.

## دوران حکومت‌های ایرانی تا عصرصفویه
نیشابور در قرن سوم مرکز تحولات خراسان غربی شد و در آن زمان شهر توس کهن از رونق افتاده و تابران که بعدها بزرگ‌ترین شهر منطقه شد تازه جان گرفته بود. شاید به همین دلیل چندان خبر و اثری از چگونگی اوضاع توس –که نوغان مرکز آن شده بود- در این زمان در دست نیست و آن قدر هست که سرزمین توس در شمار نواحی نیشابور بود.

توس، در دل خود شهرهایی داشته، که نوغان و طابران از آبادترین آنها بوده و آورده‌اند که این دو شهر هزار قریه و آبادی را در بر می‌گرفته‌است. در طول تاریخ، گاه نوغان اعتبار افزون‌تری می‌یافته و زمانی طابران رونق بیشتری داشته‌است. جایی که اکنون به نام شهر توس معروف است و آرامگاه فردوسی تنها بخشی از توس قدیم، یعنی همان طابران است، که بقایای ارگ و باروی نیمه ویرانی که مردم آن را قصر مأمون می‌خوانند و بنای بزرگی که به بقعه هارونیه مشهور شده‌است، در آن پیداست. این محل، در حال حاضر حدود بیست کیلومتری شمال غربی شهر مشهد است. دیگر شهر بزرگ و نامدار توس، نوغان بوده که اینک در دل شهر مشهد قرار دارد. یکی از آبادی‌های پیرامون نوغان، روستایی به نام سناباد بوده که آب و هوایی خوش و مطبوع، کشتزارهایی پربار، قنات‌هایی سرشار و بوستان‌هایی شاداب و سرسبز داشته‌است.

ظهور جدی و درخشان تابران و مرکزیت آن در عرصهٔ توس در قرن چهارم رخ داد. تابران که باید بعد از قرن سوم در آن مدنیت ظاهر شده باشد، در قرن پنجم ه‍.ق مرکز ناحیهٔ توس و مشهورترین شهرهای آن شد. این که چگونه نوغان جایش را به شهر نوظهور تابران داد، شاید چند علت داشته باشد و مسئله آب در این میان قابل توجه است.

با خرابی توسِ کهن احتمالاً نوغان نمی‌توانست مستعد وسعت و رونق زیاد باشد و موقعیت تابران برای تأمین آب و رونق و آبادانی مناسب‌تر بود.
تابران اولین بار توسط یعقوبی در شمار شهرهای توس آورده شده است (قرن سوم هجری). با قدرت گرفتن سامانیان در ورارود(ماوراءالنهر) در ابتدای قرن چهارم هجری و آغاز نهضت ایرانی‌گری، تابرانِ تازه متولد شده در توس مرکز توجه شد.

برخی نوشته‌های جغرافیایی قرن چهارم و پنجم هجری، توس را با اما و اگرهایی در شمار نواحی نیشابور ذکر می‌کنند. گویا با شکوفایی تابران، مشکل می‌توانست آن را شهری وابسته دانست و گویا حتی برخی آن را ولایتی مستقل تلقی می‌کردند که مقدسی در پاسخ آنها آورده که توس تا این زمان هیچگاه مستقل نبوده است. علاوه بر آن در قرن پنجم هجری کلمهٔ توس را برای شهر تابران به کار می‌بردند؛ در صورتی که قبل از آن، توس ناحیه‌ای بود که شهرهای دیگری چون «نوغان»، «رادکان» و «تروغبذ» را هم شامل می‌شد. در ابتدای قرن چهارم هجری عصر شکوفایی فرهنگ ایرانی، که با روی کار آمدن نصر بن احمد سامانی (۳۰۰ ه‍. ق) رونقی یافته بود، در سرزمین توس –که به تعبیر مقدسی خزان‌های بزرگ و باستانی بود- هم به بار نشست. این روند اگر چه فرصت کوتاهی در پیش داشت و به زودی، حرکت ضد ایرانی سنیان ورارود و غلامان ترکِ دربار به استیلای ترکان بر ایران انجامید، از همین فرصت کوتاه نهایت بهره را برد و تا چند قرن بعد، تابران به یاری رونق و شکوفایی پیشین پابرجا ماند.

در قرن‌های چهارم تا هفتم، به ویژه در قرن چهارم، تابران توس روزگار پر رونقی گذرانید. دشت توس با آب فراوان خود بستر مناسبی بر کشاورزی مردم تابران فراهم کرده بود و علاوه بر آن، بازرگانی و تجارت هم از شکوفایی خاصی برخوردار بود. بافت جوراب و شلواربند و تراش ظروف سنگی مهارت خاص مردمان این منطقه بود. علاوه بر آن معادن مس، سرب و فیروزه هم در توس وجود داشت. شهر تابران دارای بارویی محکم، مسجد جامع و بازارها و کارگاه‌های صنعتی مختلف بوده است.
در زمان سلجوقیان، توس در عین حال که از رونق درونی و داخلی برخوردار بود، با بی‌مهری سلاطین رو به رو شد؛ ولی دانشمندان و رجال برجسته‌ای از آن برخاسته، در دیگر نواحی و به طور عمده در شهرهایی که بیشتر کانون توجه بود، شکوفا شدند. خواجه نظام‌الملک (۴۰۸ تا ۴۸۵ ه‍. ق)، محمد غزالی (۴۵۰ تا ۵۰۵ ه‍. ق)، احمد غزالی (۴۵۴ تا ۵۲۰ ه‍. ق)، اسدی توسی (متوفی ۴۶۵ ه‍. ق) و شیخ توسی (۳۸۵ تا ۴۶۰ ه‍. ق) از آن جمله‌اند. در این ایام خواجه نظام‌الملک وزیر شهیر آلب ارسلان و ملکشاه سلجوقی در زمان وزارت ۳۰ ساله‌اش توجهی به توس داشت و حتی مسجدی هم در تابران ساخت. در ابتدای قرن ششم هجری گویا تابران مدتی دچار قحطی و بلا بوده، این مطلب از نامه محمد غزالی به سلطان سنجر بر می‌آید؛ اما تابران در رهگذر زمان همچنان یکی از شهرهای مهم محسوب می‌شد. چنان‌که انوری شاعر معروف دربار سنجری در مدرسه منصوریه تابران تحصیل می‌کرد و باغ و مدرسه آن را ستوده است.

توس در دوره ایلخانی رونق فراوان داشت و البته عمارت‌ها به محکمی و استواری ساختمان‌های قبل حمله مغول نبود. این امر ناشی از شتاب در ساخت و سازها و فراز و نشیب‌های فراوان تاریخ این دوره است. نیز بیشتر شهر از باغ‌ها و خانه باغ‌ها تشکیل می‌شد.

## ازصفویهتا دوران معاصر

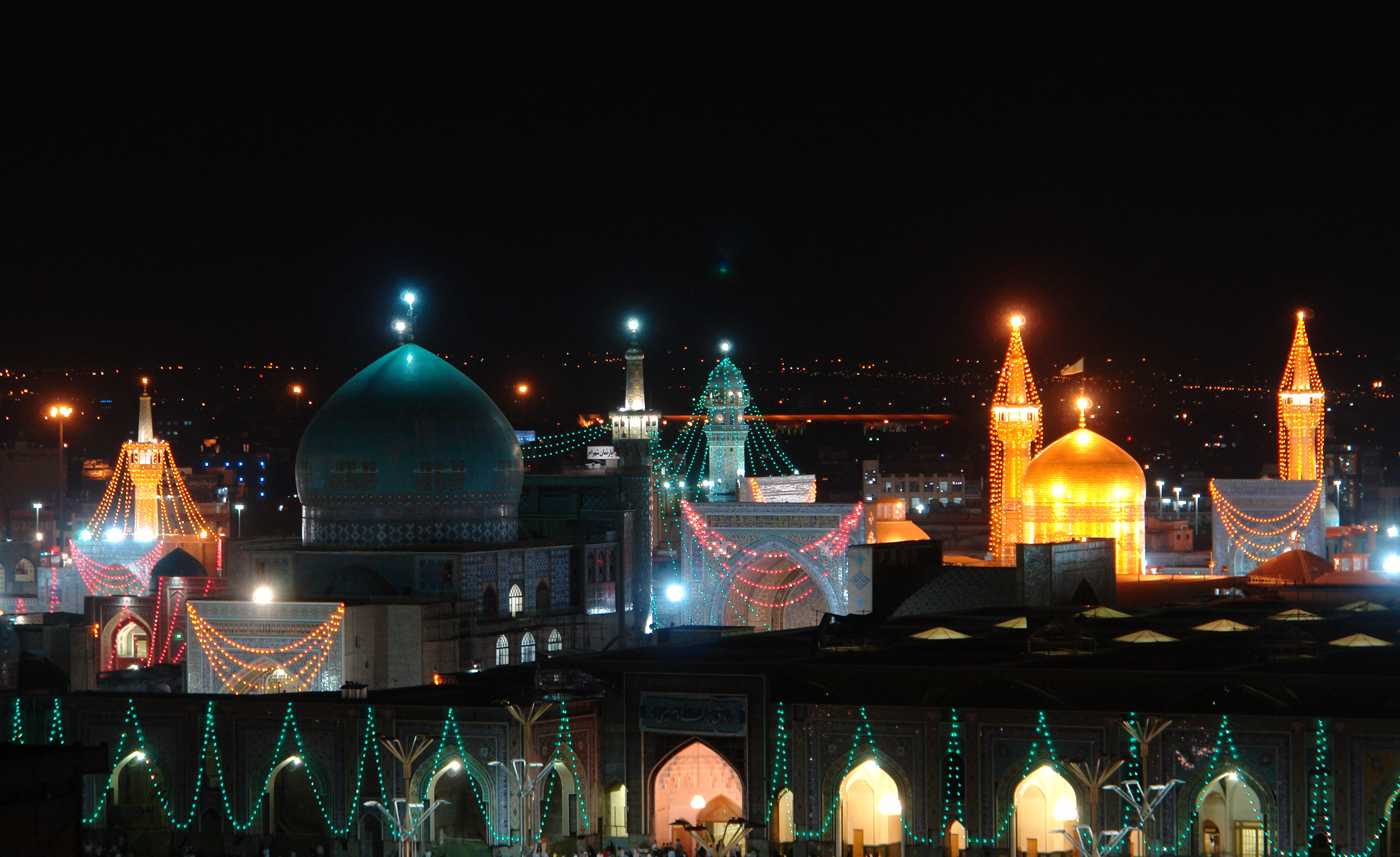
بارگاه حرم علی بن موسی الرضا

حمله میرانشاه منجر به قتل ۱۲ هزار تن، خرابی ارگِ توس و ویرانی حصار توس و تمام بناهای شهر شد. چنان‌که بعد از آن، علی‌رغم تلاشی که شاهرخ و شیبک خان ازبک در ۹۱۵ ه‍.ق برای ساخت مجدد شهر انجام دادند، روی آبادانی به خود ندید و به تدریج روستاهای کوچکی جایگزین آن همه آوازه و رونق شد. از این زمان به بعد دیگر عصر حیات تابران به سر آمده بود و روی توجه تاریخ به سوی شهری قرار گرفت که قرن‌ها با نام نوغان و از این زمان به بعد با نام مشهد در کنار تابران قرار داشت و جای این شهر را گرفت. با توجه تیموریان به مشهد و به ویژه بعد از آن در دوره صفویه با استقرار رسمی مذهب تشیع در ایران و توجه خاص صفویان به مشهد، نیز انتقال آب چشمه گیلاس در دو مرحله (دورهٔ تیموری و دوره صفوی) به مشهد، امید حیات دوباره تابران به کلی از میان رفت.
بنا بر شواهد، تابران توس در دوره صفوی دیگر به عنوان شهری وجود نداشته اما گویا از کهن‌دژ آن به عنوان زندان استفاده می‌شده و در آن حیات جاری بوده است. سفالینه‌های این بنا تا قرن یازدهم هجری نیز دیده می‌شود که از رفت و آمد و توجه به کهن‌دژ، البته نه مانند دوره‌های گذشته حکایت دارد.

تأثیر عوامل سیاسی و تاریخی مربوط به دورهٔ صفوی به عنوان یکی از مهم‌ترین عوامل اعتلای مشهد می‌باشد. عوامل مذهبی هم که وابسته به قرار گرفتن حرم علی بن موسی الرضا در شهر مشهد است، نقش مهمی در رشد و توسعهٔ این شهر داشته است. اما این عامل در دورهٔ صفوی تقویت شد و بین عوامل سیاسی و تاریخی با عوامل محیطی و مذهبی نوعی تعامل مثبت به وجود آمد، به گونه‌ای که پس از این تاریخ، شهر مشهد از اعتلا و رشد خاصی برخوردار و به یکی از شهرهای بزرگ و تأثیرگذار ایران تبدیل شد.

خراسان در زمان نادر شامل بخشهایی از افغانستان و ماوراءالنهر بوده است که در سایهٔ توسعه‌طلبی‌های نظامی نادر تا مرز هند و ترکستان گسترش یافت. نادر، پایتخت را از اصفهان که یادگار طرفداران صفوی بود به خراسان انتقال داد. او با استفاده از موقعیت ژئوپولتیک خراسان توانست بر اهداف سیاسی خود دست یابد. مشهد مرکز سیاسی دولت وی و دژ کلات، حصاری طبیعی در مواقع بحرانی گشت. ارتش او متکی بر نیروی رزمی قومیت‌های گوناگون به ویژه عشایر خراسان بود.

پس از نادر و جانشینان وی، شاهرخ به مدت ۵۰ سال، به طور ضعیف و تحت نفوذ امرا و فرماندهان ایلات خراسانی و حمایت‌های احمد خان درانی در بخش کوچکی از خراسان غربی به مرکزیت مشهد فرمان راند و سرانجام بساط دولت وی در دوران سلطنت قاجاریه، در زمان فتحعلی‌شاه قاجار، در سال ۱۲۱۸ ه‍.ق برچیده گردید و منطقهٔ یاد شده ضمیمهٔ قلمرو شرقی قاجارها گردید. تجزیهٔ خراسان در دورهٔ قاجارها که همزمان با مطامع استعماری روس و انگلیس در آغاز قرن نوزدهم میلادی در آسیا بود، بارزترین پیامد تحولات سیاسی خراسان در دوران یاد شده می‌باشد.

اعتراض مردم مشهد به حکومت آصف‌الدوله، حاکم خراسان، اعتراض نسبت به واگذاری امتیاز تنباکو و همچنین خیزش مردمی در جریان انقلاب مشروطه، از مهم‌ترین وقایع دوران قاجاریه در مشهد به شمار می‌رود.
پس از رسیدن خبر انعقاد قرارداد رژی، مشهد در زمرهٔ نخستین شهرهای کشور بود که مردم آن نسبت به انعقاد قرارداد اعتراض کردند. در نخستین ساعات بعدازظهر روز ۱۳ مهرماه سال ۱۲۷۰ ه‍.ش مردم مشهد در اعتراض به انعقاد قرارداد تنباکو و ورود کارکنان شرکت رژی به این شهر، دست به تظاهرات زدند. واکنش مأموران «فتحعلی‌خانِ» صاحب دیوان، حاکم وقت خراسان، به این اعتراض، استفاده از زور و سرکوب معترضان بود. با ضرب و جرح راهپیمایان، تعداد زیادی از مردم مشهد در اعتراض به این رفتار در مسجد گوهرشاد متحصن شدند. ناصرالدین شاه ناچار شد اجرای قرارداد را در مشهد، شش ماه به تأخیر بیندازد و پس از آن نیز اجرای قرارداد در مشهد اجباری نبود.

مهم‌ترین واقعهٔ تاریخ سیاسی معاصر مشهد، واقعه مسجد گوهرشاد در زمان رضاشاه می‌باشد. روز ۲۱ تیر ۱۳۱۴ قیام مردم مشهد در اعتراض به سیاست‌های رضاشاه در صحن مسجد گوهرشاد سرکوب شد. این قیام زمانی شکل گرفت که رضاشاه درصدد بود تا سنت‌های مذهبی و قوانین اسلامی را حذف کند و فرهنگ غربی را به جای آن بنشاند.
رضاشاه در پیگیری این سیاست دستور داده بود تا حجاب از سر زنان مسلمان برگیرند، مردان کلاه غربی به سر کنند و روحانیون لباس روحانیت را از تن بیرون کنند. در واکنش به این سیاست، روحانیون و مردم مسلمان در هر نقطه‌ای به مخالفت برخاستند. صبح روز جمعه ۲۰ تیر ۱۳۱۴ نظامیان مستقر در مشهد برای متفرق ساختن مردم وارد عمل شدند و به روی آنان آتش گشودند و تعداد زیادی را کشتند و زخمی کردند، ولی مردم مقاومت کرده و سربازان نیز بنا به دستوری که به آنها رسیده، مراجعت کردند. در ۲۱ تیرماه جمعیت زیادتری در مسجد گوهرشاد تجمع کردند و علیه اقدامات دولت اعتراض نمودند. در حوالی ظهر مأمورین نظامی و انتظامی از هر سو به مردم هجوم آورده و در داخل مسجد به کشتار آنان پرداختند. در این واقعه تعداد بسیاری کشته، مجروح و بازداشت شدند.
کشتار مردم در این مسجد به اندازه‌ای بود که به نقل از شاهدان عینی چند کامیون جنازه از صحنه کشتار خارج کردند.